# Волкова, Лариса Степановна
Лари́са Степа́новна Во́лкова (30 мая 1930 — 11 августа 2004) — советский и российский учёный-логопед и организатор высшего дефектологического образования, доктор педагогических наук, профессор, заслуженный деятель науки Российской Федерации (1994).

## Биография
- В 1952 году окончила дефектологический факультет ЛГПИ им. А. И. Герцена и была зачислена в штат кафедры сурдопедагогики.
- С 1957 года работала в г. Лиепая Латвийской ССР сначала старшим преподавателем, затем заведующим кафедрой педагогики начальной школы в ЛГПИ им. Лациса.
- В 1965 году защитила кандидатскую диссертацию.
- В 1967 году присвоено звание доцента.
- В 1970 году возвращается в ЛГПИ им. Герцена. Четыре раза избиралась деканом дефектологического факультета ЛГПИ им. Герцена.
- С 1977 по 1986 год заведует кафедрой психопатологии и логопедии.
- С 1986 года организует кафедру логопедии и становится её заведующей.
- В 1983 году защищает докторскую диссертацию на тему: «Коррекция нарушений устной речи у детей с глубокими нарушениями зрения».
- В 1985 году присвоено звание профессора.
- 25 лет руководила научно-методической комиссией по логопедии при Министерстве просвещения СССР. Была членом учебно-методического совета по дефектологии Министерства общего и профессионального образования РФ.
- Входила в редколлегии журналов: «Дефектология», «Новости отоларингологии и логопатологии».
- Автор и редактор первого в СССР фундаментального учебника по логопедии[1].
- С 1999 года преподавала в Ленинградском государственном областном университете и на дефектологическом факультете МГОПУ им. М. А. Шолохова . С 2003 года в Московском социально-гуманитарном институте[2].

## Вклад в развитиелогопедииитифлопедагогики
Л. С. Волкова разработала новое направление в логопедии: изучение и коррекция системных речевых расстройств у детей с нарушениями зрения.
На достаточно большом экспериментальном материале Л. С. Волковой доказано, что для слепых и слабовидящих детей наиболее характерным и обширно представленным является системное недоразвитие речи (84,6 % обследованных), выражающееся в установленных исследованием втором, третьем и четвёртом уровнях сформированности речи. Выявленные системные нарушения речи у детей с глубокими дефектами зрения разнообразны по своей структуре, а это означает, что внутри каждого уровня в разной степени и значительнее, чем у зрячих детей, затрагиваются те или иные речевые компоненты (фонетическая, лексическая и грамматическая стороны речи). Нарушения же только звукопроизношения отмечены у незначительной части детей (15.4 % — четвёртый уровень).
Л. С. Волкова отмечает, что в характере системных нарушений речи у зрячих детей и детей с дефектами зрения имеется общее, но отмечается и частное (специфическое). Анализ речевых нарушений, выявленных в эксперименте, свидетельствует о том, что они одинаково сильно проявляются у 6-8-летних слепых и слабовидящих детей и являются следствием раннего речевого недоразвития, свойственного этим детям (часто встречающееся непонимание смысловой стороны слова, которое не соотносится со зрительным образом предмета, использование слов, усвоенных на чисто вербальной основе, эхолалии, неупотребляемость развернутых высказываний вследствие отсутствия зрительных впечатлений и т. д.). Исследовательский материал подтвердил, что все эти своеобразные признаки сохранились в речи у детей и стали стойкой составной частью речевого расстройства.
По мнению Л. С. Волковой наличие обширно представленных системных нарушений речи обусловлено влиянием множества факторов, которые по-разному взаимодействуют между собой и во многом способствуют возникновению сложного дефекта. Но среди всего многообразия факторов во всех случаях стойко прослеживается наличие врождённого или рано приобретенного зрительного дефекта. Можно считать, что в ранний постнатальный период становления речевой функции зрительный дефект (в сложной взаимообусловленности с другими факторами) значительно усугубляет речевое недоразвитие. Его влияние может усиливаться или ослабевать в зависимости от индивидуальных особенностей детей, качества микросоциальных условий речевого общения и других факторов (последнее подтверждается на примере группы детей с первым уровнем сформированности речи).
Исследовательский материал Л. С. Волковой показал, что нарушения речи одинаково сильно проявляются у слепых и слабовидящих детей как 6, так и 7-8 лет. Это позволило сделать вывод о том, что без специально организованной логопедической работы не прослеживаются возрастные различия у слепых и слабовидящих детей 6, 7 и 8 лет, имеющих нарушения речи. Речевое развитие этих детей в значительной степени отстает от возрастной нормы (за исключением детей, имеющих четвёртый уровень сформированности речи), установленной исследованиями специалистов-тифлопсихологов.
По мнению Л. С. Волковой выявление системных нарушений речи (разной степени выраженности), преобладающих у детей с глубокими дефектами зрения, и факторов, обусловливающих развитие речевых расстройств, может явиться научной основой для дальнейших исследований. В частности, может быть осуществлено последующее дифференцированное изучение каждого уровня речевого недоразвития по механизмам и развернутой характеристике нарушения каждого компонента речевой структуры. Особое значение такой подход должен иметь для понимания всей сложности механизма и проявлений, обозначенных в группе детей с четвёртым уровнем сформированности речи.
Системные нарушения речи, установленные в процессе исследования Л. С. Волковой, в значительной мере снижают готовность слепых и слабовидящих детей 6-8 лет к школьному обучению. Качественное же совершенствование речевого развития и повышение уровня готовности к обучению детей в школе вне условий специального коррекционного логопедического воздействия практически невозможно. Оно может быть обеспечено только за счёт специально организованной системы занятий в условиях учреждений для детей с глубокими дефектами зрения.
В целях совершенствования речи детей экспериментальный коррекционный процесс был организован Л. С. Волковой таким образом, что он способствовал как развитию собственно речи ребёнка, так и формированию его личности в целом. А это означает, что:
1) Экспериментальное обучение строилось на основе ведущих общедидактаческих и специфических принципов, лежащих в основе педагогического воздействия на ребёнка с глубокими дефектами зрения.
2) Оно было комплексным и многосторонним. Коррекционное воздействие осуществлялось силами логопеда, учителя (в школе), тифлопедагога (в детском саду) и воспитателя в системе разнообразных занятий. Но и вместе с тем все они взаимодействовали, решая общие задачи, к числу которых следует относить и задачи, направленные на речевое развитие слепого и слабовидящего ребёнка. В этом и заключается одно из необходимых условий коррекционной речевой работы с исследуемой категорией детей.
В целом системой всех взаимосвязанных занятий обеспечивалось совершенствование моторной подвижности, пространственно-ориентировочной реакции, способов и приемов познавательной деятельности и развитие речевой активности детей. Все это учитывалось при перспективном планировании работы логопеда, учителя (или тифлопедагога) и воспитателя.
Результаты исследования Л. С. Волковой позволили организовать строго дифференцированные логопедические занятия, что явилось ещё одним непременным условием коррекционного воздействия. В соответствии с уровнем сформированности речи, структурой речевого нарушения, состоянием зрения и индивидуальными особенностями составлялись логопедические группы. Это позволило дифференцированно определять ведущие задачи, виды деятельности и дидактический материал.
Л. С. Волковой были выявлены различные стороны речевой деятельности детей, лучше или хуже корригируемые в условиях специально организованного коррекционного процесса. В целом же было установлено, что в условиях специально организованного / коррекционного логопедического воздействия отмечается значительная динамика речевого развития (у 74,4 % детей). Это является доказательством эффективности коррекционной речевой работы, которая занимает существенное место во всей системе коррекционно-обучающего воздействия на ребёнка с глубокими дефектами зрения в целях речевого развития и компенсации последствий зрительно: а также подготовки детей к обучению в школе.
Л. С. Волковой доказано, что положительные результаты достигаются даже у 6—8-летних слепых и слабовидящих детей вследствие того, что комплексная работа проводится дифференцированно и часто -индивидуально относительно различных групп (с учётом речевого нарушения, его структуры, а также — зрительного дефекта). Это заставляет выдвинуть следующее значимое теоретическое положение. Наиболее раннее выявление нарушений устной речи и организация коррекционной работы должны способствовать предупреждению дальнейших отклонений в речевом развитии детей. В свою очередь это создаст базу для значительного повышения компенсаторной роли речи. Речь будет стимулировать высокое личностное развитие слепого и слабовидящего ребёнка на самых начальных этапах его воспитания.
Исследования Л. С. Волковой внесли значительный вклад в развитие теории и практики логопедии, тифлопсихологии и тифлопедагогики.

## Награды
- Орден «Знак Почёта»
- Медаль «За доблестный труд»
- Серебряная медаль ВДНХ
- Знак «Отличник просвещения СССР»
- Знак «Отличник высшей школы»
- Почётный профессор РГПУ им А. И. Герцена
- Заслуженный деятель науки Российской Федерации (25 октября 1994) — за заслуги в научной деятельности
- Лауреат премии правительства РФ в области образования

## Труды
- Волкова Л. С. Логопедическая подготовка учителя// Народное образование. — 1965. — С.30-33.
- Волкова Л. С. Виды речевых нарушений и дифференцированный подход учителя к их устранению// У Всесоюзная сессия по дефектологии: Тез.докл. — М., Просвещение, 1967.- С.217-219.
- Волкова Л. С. Нарушения детской речи и их устранение в учебно-воспитательном процессе//научн.труд. ЛГПИ им. В.Лациса, в.1, Рига, Звайгзне, 1969.- С.34-58.
- Волкова Л. С. Изучение дисграфии у учащихся с нарушениями зрения// VI Всесоюзная сессия по дефектологии: Тез.докл. — М., АПН СССР, 1971.- Сс.106-104.
- Волкова Л. С. О коррекции речи слабовидящих школьников младшего возраста в общей системе учебновоспитательной работы специальной школы// Дефектология, ХIIV Герценовские чтения.: Научн. докл. −6л., ЛГПИ им А. И. Герцена, 1972.- С.134-136.
- Волкова Л. С. Преодоление нарушений устной речи у слабовидящих школьников в педагогическом процессе// Всесоюзные педагогические, чтен.: Тез.докл. — М., АПН СССР, 1973.- С.203.
- Волкова Л. С. Задачи коррекционной речевой работы в школе для детей с нарушениями зрения и система логопедической подготовки студентов отделения тифлопедагогики// Дефектология. — 1974. — № 5. — С.81-84.
- Волкова Л. С. Возрастная характеристика развития речи слабовидящих детей//Дефектология — XXIX Герцеовские чтен.: Научн.докл. — I., I976. — С.69-79.
- Волкова Л. С. К истории вопроса о коррекции нарушений речи у детей о глубокими дефектами зрения//Опыт изучения аномальных школьниковXXXI Герценовские чтен.: Научн.докл. — Л., ЛГПИ им. А. И. Герцена, 1978.- С.34-40.
- Волкова Л. С. Коррекция нарушений устной речи у детей с глубокими нарушениями зрения. Автореф. диссертации на соискание уч. степ. доктора педагогических наук: 13.00.03 . — М., 1983.
- Волкова Л. С. Уровни речевого развития у детей с глубокими дефектами зрения// Психические и речевые нарушения у детей и пути их коррекции. -Л., ЛГПИ им. А. И. Герцена, 1978. — С.49-65.
- Волкова Л. С. Совершенствование логопедической подготовки в ВУЗах// Дефектология. — 1978. — № 3. — С.74-76.
- Волкова Л. С. Историко-теоретические основы исследования языковых нарушений у плоховидящих детей (на немецком языке)// Научн. труд.университета им. Гумбольдтов, в.2, Берлин, 1979.- С.215-218.
- Волкова Л. С. Значение логопедической работы для развития речи дошкольников с тяжелыми дефектами зрения //Всесоюзная научн.сессия по дефектологии и 5-е Всесоюзные пед.чтен.: Тез.докл.- М, АПН СССР,1979.- С.152-154.
- Логопедия: Учебник для студентов дефектол. фак. пед. вузов / Под ред. Л. С. Волковой, С. Н. Шаховской. — М.: Гуманит. изд. центр ВЛАДОС, 1998. — 680 с.